# Hozabejas

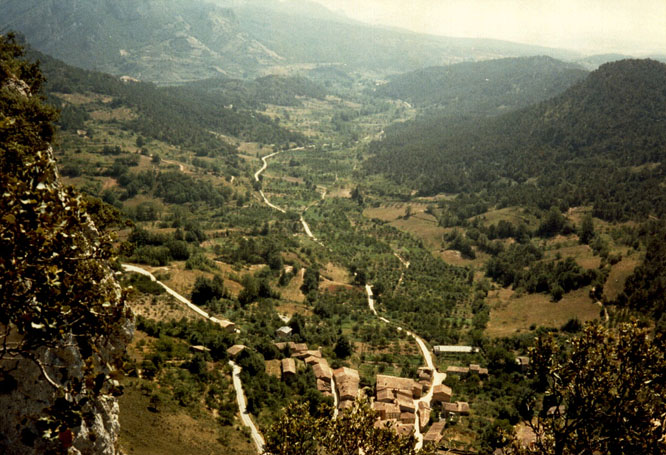
Hozabejas.

Hozabejas es una localidad, una entidad local menor, situada en la provincia de Burgos, comunidad autónoma de Castilla y León (España), comarca de La Bureba, partido judicial de Briviesca, ayuntamiento de Rucandio.

## Geografía
Se trata de una pequeña localidad de la provincia de Burgos, enclavada en el Valle de las Caderechas comarca de La Bureba. Perteneciente al ayuntamiento de Rucandio, dista 33 km de Briviesca –cabeza de la comarca– y 63 km de la capital, Burgos. 
Actualmente tiene unos 30 habitantes censados.

## Comunicaciones
Es vía de comunicación natural entre La Rioja y Cantabria. En esta localidad nace la carretera local BU-V-5023 que nos conduce hasta Escóbados de Arriba; la también local BU-V-5025 atraviesa el pueblo dirigiéndose hacia el norte a Rucandio y hasta Aguas Cándidas a levante.

## Lugares destacados
- Iglesia parroquial de Santa María (Fiesta el 9 de septiembre).
- Ermita del Santo Ángel.
- Complejo rupestre "Las Narices", en la Ruta de las Cuevas, a media altura de la Peña Cironte (1.055 metros).
- Restos paleolíticos.
- Espectacular desfiladero camino de Escóbados de Abajo y Portillo del Infierno, hacia Rucandio.
- Acueducto construido en el siglo XVII.
- Singulares rutas senderísticas entre montañas y bosques por toda la zona.

## Productos
- Las cerezas y la manzana reineta del valle son famosas por su extraordinaria calidad. Denominación de Origen "Caderechas". En su singular entorno paisajístico, constituye un bello paraje natural que aparece ante el viajero como una agradable y sorprendente transición de las amplias y feraces llanuras cerealistas de La Bureba a los angostos y accidentados valles que alternan felizmente el rico y frondoso bosque con el variopinto arbolado frutal (cerezos, manzanos, perales, ciruelos...), y que lo visten con un espectacular y colorido manto al llegar, en la primavera, la época de la floración.

## Historia
Villa, en la cuadrilla de Caderechas, una de las siete en que se dividía la Merindad de Bureba perteneciente al partido de Bureba. Jurisdicción de realengo con regidor pedáneo.
A la caída del Antiguo Régimen queda constituida como ayuntamiento constitucional del mismo nombre en el partido de Briviesca, región de Castilla la Vieja, contaba entonces con  35 habitantes.
Posteriormente se integra en Rucandio.

## Parroquia
Iglesia católica de Santa María, dependiente de la parroquia de Madrid en el Arcipestrazgo de Oca-Tirón, diócesis de Burgos. 